# Buta Airways
Buta Airways — азербайджанська бюджетна авіакомпанія, структурний підрозділ у складі ЗАТ „Азербайджанські Авіалінії“, що базується в  Бакинському аеропорту.

## Історія
Створена в грудні 2016 року. 2 червня 2017 було представлено логотип і лівреї авіакомпанії. Логотип компанії поєднує символіку міфологічної священної птиці Сімург, представленої у формі азербайджанського орнаменту бути.
Перші польоти авіакомпанії почалися восени 2017 року.

## Флот
Флот на серпень 2017::
| Тип         | В дії | Замовлено | Пасажири | Примітки |  |
| ----------- | ----- | --------- | -------- | -------- |  |
| Embraer 170 | 1     | —         | 78       |          |  |
| Embraer 190 | 6     | —         | 106      |          |  |
| Загалом     | 7     | —         |          |          |  |

## Авіаквитки
Вартість авіаквитків Buta Airways починається від 30$ в один бік. Найдешевший тариф при цьому не включає ручну поклажу.

## Напрямки
В Україні компанія виконує рейси з Баку до Києва, Харкова та Одеси. З 23 грудня 2019-го запускається рейс Баку-Львів, ціна в один бік починається з 29 євро.